# Rosa weisiensis
Rosa weisiensis är en rosväxtart som beskrevs av Tse Tsun Yu och T.C. Ku. Rosa weisiensis ingår i släktet rosor, och familjen rosväxter. Inga underarter finns listade i Catalogue of Life.